# الیا ویسکونتی
الیا ویسکونتی (انگلیسی: Elia Visconti؛ زادهٔ ۳۰ ژوئن ۲۰۰۰) بازیکن فوتبال است.
وی همچنین در تیم‌های ملی فوتبال زیر ۱۶ سال ایتالیا، زیر ۱۷ سال ایتالیا، و زیر ۱۸ سال ایتالیا بازی کرده‌است.